# Станционная поселковая администрация
 Станционная поселковая администрация (каз. Станционный кенттік әкімдігі) — административная единица в составе Кокшетауской городской администрации Акмолинской области Казахстана. Административный центр — поселок Станционный.
Население — 2249 человека (2009; 2132 в 1999,  2057 в 1989). На начало 2019 года, население посёлка составило 2595 человек (1254 мужчины и 1341 женщина).

## История
06 июня 1976 года  образован Станционный поселковый Совет депутатов трудящихся, с 07 октября 1977 года – народных депутатов и его исполнительный комитет. В марте 1992 года исполнительный комитет упразднен, с декабря 1993 года прекращены полномочия поселкового Совета, функции переданы уполномоченному представителю Кокшетауской городской администрации в пос. Станционный ст. Кокшетау-2. 
Распоряжением главы администрации от 12 июля 1994 года создана Станционная поселковая администрация на ст. Кокшетау-2, с июля 1997 года переименована в Станционный поселковый округ г. Кокшетау, с 30 сентября 1999 года – Аппарат акима Станционного поселкового округа. С 29 июня 2001 года именуется как государственное учреждение «Аппарат акима поселка Станционный города Кокшетау». Проводит административную, хозяйственную, социально-культурную работу на территории поселка.

## Состав
В состав администрации входят следующие населённые пункты:
| Населённый пункт     | Население, человек (1989) | Население, человек (1999) | Население, человек (2009) |
| -------------------- | ------------------------- | ------------------------- | ------------------------- |
| Станционный, поселок | 2057                      | 2132                      | 2595                      |